# Бои за Донбасс (январь — май 1919)
Бои за Донбасс (январь — май 1919) — боевые действия между частями ВСЮР и советскими войсками Южного и Украинского фронтов в Донецком каменноугольном бассейне. 

## Значение Донбасса
Во второй половине 1918 года, с началом вывода германских частей из Донбасса, атаман Всевеликого Войска Донского П. Н. Краснов с согласия гетмана П. П. Скоропадского, с которым его связывали союзнические отношения, выдвинул части 3-й и 2-й Донской дивизий, занял Луганск (19 ноября) и взял на себя управление Луганским и Славяносербским районами. К 3 декабря казаки вошли в Дебальцево, Юзовку, Мариуполь. Однако после того, как основные силы Донской армии откатились к Дону и Северскому Донцу, стало ясно, что донские войска в одиночку не смогут удержаться в Донбассе.
Развал в декабре 1918 — январе 1919 гг. Донского фронта и успешное продвижение Красной армии на Украине вынудили генерала А. И. Деникина отказаться от плана наступления вверх по Волге к Царицыну и начать переброску сил для поддержки отступавших донцов и обороны Донбасса и Крыма.
Белое командование уже к середине декабря 1918 года поняло, что слабые войска Директории УНР не смогут противостоять наступлению красных войск на юго-востоке Украины. Оно опасалось, что красные повторят свой манёвр 1917 года и ударят с запада — на Таганрог и Ростов, беспрепятственно перед этим пройдя через украинские земли.
Несмотря на сопротивление части генералитета во главе с П. Н. Врангелем, Деникин, по его словам, без колебаний принял это решение, так как не мог допустить гибели союзника - Дона и захвата большевиками Донбасса, что неизбежно привело бы к наступлению красных на Северном Кавказе и выходу в тыл ВСЮР. Другим соображением было сознаваемое белым командующим экономическое значение Донецкого бассейна.

## Начало боевых действий
В конце декабря 1918 года Деникин начал переброску из Ставрополя частей 3-й дивизии под командованием генерала В. З. Май-Маевского (2-й Офицерский стрелковый, Самурский и 2-й Офицерский конный полки, всего 3 тыс. чел. при 13 орудиях). 1 января 1919 года войска выгрузились в Волновахе. 2-й Офицерский стрелковый полк был выдвинут на север в сторону Бахмута, в Юзовке разместился штаб Самурского полка и батарея, а сам полк был направлен оборонять район к западу от линии железной дороги Авдеевка — Рутченково — Волноваха.
12 января белые начали наступление из Донбасса на район дислокации повстанческих отрядов Махно, 20 января взяли Пологи, а 21—22 января атаковали Гуляй-Поле. Ожесточённые бои за Гуляй-Поле продолжались несколько дней, в ходе которых село несколько раз переходило из рук в руки. Повстанцы потеряли убитыми, ранеными, пленными до 1000 бойцов и были вынуждены отступить на станцию Гайчур, после чего махновско-белогвардейский фронт стабилизировался.
Группа войск курского направления (группа Кожевникова), составлявшая правое крыло Южного фронта красных, в первой половине января развернула наступление от Купянска в направлении Луганска и Донбасса. К 14 января красные заняли Старобельск, перешли Северский Донец и вступили на север Донбасса, овладев станциями Логвиново, Попасной, Краматорской, Славянском и находились в 12 км от Бахмута. 16 января красные взяли Беловодск. Части Украинского фронта, занявшие к середине января линию Лозовая — Синельниково, могли нанести удар по Донбассу с запада, но РВСР, не придававший большого значения появлению деникинских частей, поручил завоевание района Южному фронту.
Части Кожевникова 20 января заняли Константиновку и Бахмут, а на следующий день выбили донцов из Луганска. 22—23 января донские части контратаковали со стороны Никитовки, Лихой, Миллерова и Дебальцева, но были отбиты.

## Формирование отряда Май-Маевского
С 25 января в Донбасс начали прибывать части 1-й дивизии генерала С. Л. Станкевича - Корниловский ударный, Марковский, Марковский конный полки, Марковский артдивизион и конно-горная батарея. Вместе с частями 3-й дивизии они образовали отдельный отряд (ок. 6 тыс. чел.) под командованием Май-Маевского, подчиненный затем Крымско-Азовской армии, а с марта — Кавказской Добровольческой. Его задачей было занятие линии Мариуполь — Юзовка — Бахмут — Луганск. В районе Дебальцева на крайнем левом участке фронта Донской армии находился дивизион Лейб-гвардии Атаманского полка. Крайний левый участок от Волновахи до Мариуполя занимал отряд генерала Виноградова (Сводно-Гвардейский полк и части бывшей Южной армии).

## Бои 31 января — 11 февраля
Кожевников 31 января предпринял частное наступление в стык между добровольческими и донскими частями, на участке Никитовка — Дебальцево. 1 февраля красные выбили донцов из Дебальцева и заняли станцию Доломит. В тот же день корниловцы и атаманцы при поддержке марковской батареи и бронепоезда «Ермак» отбили Дебальцево. После этого атаманцы и бронепоезд ушли на присоединение к своей армии, новые позиции которой располагались в 40 км восточнее Дебальцева. Этот промежуток был занят Алексеевским конным полком. 2 февраля марковский и корниловский батальоны по командованием полковника А. С. Булаткина без поддержки артиллерии и под огнём вражеского бронепоезда взяли Доломит, понеся большие потери. 3—4 февраля наступление продолжилось, были взяты Логвиново и Попасная, где захватили не успевший выгрузиться эшелон красных, взяв в плен до 1 тыс. чел., 32 пулемета и два орудия. Взятие Попасной перерезало связь Бахмута с Луганском.
Вот как описан этот бой в истории корниловцев: "22 января батальон Корниловского Ударного полка и 2-й 1-го Офицерского генерала Маркова полка заняли станцию Логвиново и после привала подошли к деревне Натальевка, где были встречены огнем противника при поддержке бронепоезда и наземных батарей. После короткого боя деревня была нами занята. Бронепоезд отошел на ст. Попасная. В темноте и наш отряд подошел к станции Попасная, захватив около 150 красных, выдвинутых вперед для охраны. Наше наступление оказалось настолько неожиданным, что, подойдя к станции, отряд обнаружил готовый к отходу воинский эшелон и принудил сдаться в плен 1.000 красноармейцев при 2 орудиях и 32 пулеметах. 3-я Марковская батарея сразу стала 5-орудийной с одним запасным орудием в обозе. И конский состав был сразу передан в батарею. Для развития удачного наступления полковника Булаткина 3-му батальону Корниловского Ударного полка капитана Федорова было приказано одной ротой о орудием занять станцию Алмазная, чтобы отрезать путь бронепоездам противника, отошедшим от станции Попасная. К вечеру рота без боя заняла станцию Алмазная, где узнали, что бронепоезда уже прошли. Остальные же роты 3-го батальона все время отбивали атаки от ст. Дебальцево со стороны Родаково и после нескольких контратак к вечеру отбросили красных, заняв станцию Баронская".
Прибывший 5 февраля на станцию Май-Маевский приказал продолжить наступление, чтобы перерезать Северо-Донецкую дорогу, связывавшую с тылом группировку красных в Луганске. 5 февраля марковцы заняли Бахмут, после чего в этом районе несколько дней шли упорные бои. Добровольцы овладели Камышевахой, где захватили поезд Кожевникова, а 7 февраля два батальона атаковали узловую станцию Яма, но попали в окружение, из которого вырвались, потеряв половину личного состава.
Так же 7 февраля 11-я и 12-я роты полка под командой капитана Морозова, пользуясь густым туманом, сделали набег на ст. Мануйловка, где под прикрытием красной пехоты стояли два бронепоезда. Красноармейцы были разбиты, бронепоезда захвачены, но вывезти их не могли только потому, что они во время боя потерпели крушение.
9 февраля красные ценой больших потерь выбили противника из Попасной, на следующий день при поддержке бронепоезда заняли Логвиново, после чего атаковали Дебальцево, но после тяжёлого двухдневного боя были отброшены к северу.
Оборона Дебальцевского узла была возложена на 3-й батальон Корниловского Ударного полка с 1-й генерала Маркова батареей 4-орудийного состава. Направление фронта: Дебальцево-Попасная, Дебальцево-Родаково. Ввиду малочисленности пехоты вся оборона железнодорожного узла сводилась к постоянной охране соседних станций по двум направлениям, для чего туда выдвигались заставы силой до одной роты при одном орудий в каждой. При появлении неприятельских цепей обе заставы отходили на заранее подготовленную позицию в одной версте к северу от станции Дебальцево — сортировочная, куда подтягивались от станции Дебальцево-пассажирская две резервные роты с двумя орудиями и после этого весь отряд переходил в контратаку, отбрасывая красных и вновь занимая прежнюю линию сторожевого охранения. Когда противник не проявлял активности, Корниловцы сами ходили в набег.
Правый фланг дивизии Станкевича 7 февраля захватил станцию Алмазная, 8—10 февраля выдерживал атаки красных, пытавшихся её отбить при поддержке бронепоездов, и отступил в ночь на 11 февраля, в связи с общим ухудшением обстановки на фронте. Выйдя в критический момент боя за Дебальцево в тыл красным, он решил исход сражения.
На этом белые закончили попытки наступления, перейдя к активной обороне, тем более, что в это время части Украинского фронта по решению РВСР заняли Славянск и Бахмут, а бригада Махно 8 февраля захватила Пологи, выбив оттуда отряд Виноградова и создав серьёзную угрозу флангу добровольцев.

## Сосредоточение войск
13—15 февраля большевистское главное командование потребовало от Южного фронта нанести главный удар на Луганском направлении, а директивой за № 1875 от 26 февраля ближайшей задачей ставило овладение Донбассом.
Для осуществления этой задачи красное командование с 10 февраля по 6 марта производило постепенную перегруппировку сил Южного фронта, смещая основные ударные силы в направлении Донбасса. При этом красные столкнулись с существенными трудностями, так как «железнодорожная сеть театра  развита  преимущественно  в  меридиональном  направлении», а рокадная дорога была всего одна: Царицын — Поворино — Лиски — Купянск, и та находилась в глубоком тылу. Кроме того, Донская армия при отступлении взорвала на участке Царицын — Поворино 6 железнодорожных мостов, а мост у Евстратовки, на участке Воронеж — Ростов-на-Дону, удалось исправить только к маю.
Из-за этого войска перегруппировывались походным порядком, и вводились в бой за Донбасс частями. Директивой от 9 февраля командующий Южным фронтом В. М. Гиттис поставил перед Кожевниковым в качестве цели захват узловых станций, для чего усилил его группу, переименованную 15 февраля в «группу войск донецкого направления», 13-й стрелковой дивизией. Соседняя с ней 8-я армия перенацеливалась на Лихую, и, совместно с левым флангом группы Кожевникова, должна была разбить донцов у Миллерова.
В середине февраля Деникин начал переброску на Луганское направление 1-й Кавказской конной дивизии А. Г. Шкуро, 1-й Кубанской казачьей дивизии корпуса В. Л. Покровского, 1-й Терской казачьей дивизии С. М. Топоркова и других частей. Покровский принял командование корпусом, составленным из 1-й Кубанской и одной из донских дивизий.
К середине марта Кавказская Добровольческая армия (переименованная 23 января 1919 Добровольческая армия), фронт которой шел от станции Колпаково на Волноваху и Мариуполь, насчитывала 12 тыс. чел. Ей противостояли 40—50 тыс. красных. Сосредоточение войск, перебрасывавшихся с Северного Кавказа шло медленно по той же причине, что и у красных — наличия всего одной железнодорожной линии.

## Особенности тактики
Своеобразие театра военных действий и малочисленность сил белых диктовали особенности тактики боёв за Донбасс.

На Западном фронте в совершенно исключительной обстановке корпус генерала Май-Маевского вел «железнодорожную войну», применяя особые методы тактики ввиду подавляющего превосходства сил противника. Пользуясь густою сетью железных дорог Донецкого бассейна, он занимал небольшими отрядами важнейшие пункты по линии фронта и держал в тылу на узловых станциях бронепоезда и в вагонах подвижные резервы, которые бросались в угрожаемом направлении, с тем чтобы на другой день, иногда в тот же, переброситься в противоположный конец фронта. У противника создавалось впечатление нашей силы на всех направлениях, но это были одни и те же люди, бессменно, изо дня в день, дерущиеся то там, то здесь, отдыхающие в пути, в вагоне, потерявшие представление о времени суток, истомленные физически, но полные мужества. Недели, месяцы по всему фронту гремели выстрелы, станции переходили из рук в руки, лилась кровь, добровольческие части таяли, но продолжали бороться.— Деникин А. И. Очерки русской смуты. Вооруженные силы юга России. Заключительный период борьбы. Январь 1919 — март 1920, с. 9.
Авторы полковых историй изображают тактику белых сходным образом.

Сплошного фронта здесь не было, и велась в этом районе чисто маневренная война. Обе стороны действовали отдельными отрядами, а благодаря тому, что в Донецком бассейне очень густая железнодорожная сеть, она использовалась в полной мере. (...) Действовали мы небольшими отрядами, а артиллерия очень часто даже поорудийно. (...) Ввиду малочисленности наших войск были нередки случаи, когда для обороны отдельных пунктов оставались отряды всего лишь в 10—20 человек с пулеметом и, при наступлении на них красных, из резерва отправлялся отряд.— Кравченко В. Дроздовцы от Ясс до Галлиполи. Сборник. Том 1, с. 211—212.

У добровольцев, благодаря густой железнодорожной сети в этом районе, выработались здесь особые методы тактики: в тылу, на узловых станциях, всегда стояли под парами поезда с подвижными резервами, которые перебрасывались в угрожаемом направлении. Прямо из вагонов добровольцы как горох рассыпались вдоль насыпи, отбивали атаки и в тот же день, бывало, сражались на противоположном конце фронта. — Левитов М. Н. Материалы для истории Корниловского ударного полка, с. 228
Командующий Южным фронтом В. М. Гиттис в приказе армиям от 27 марта 1919 следующим образом оценивает боевые качества противника:

В Донецком бассейне, в районе Волноваха — Никитовка — Колпаково — Таганрог, действует группа противника под командованием генерала Май-Маевского, состоящая исключительно из добровольческих частей (пеших и конных), слабых по численности (полки по 350 — 200 штыков, в ротах и эскадронах по 50 штыков — 30 сабель). Особенность этих малочисленных частей — их хорошая подготовка. Чисто контрреволюционные элементы, из которых состоят добровольческие части, офицеры, юнкера, дворяне, помещики, студенты и прочие, являются хорошими одиночными бойцами, умеющими вести борьбу за местные предметы, быстро и умело маневрирующими и применяющимися к местности и обстановке, хорошо применяющими в дело бронепоезда, чему способствует хорошо развитая сеть железных дорог этого района.— Директивы командования фронтов Красной Армии (1917—1922 гг.) Т. 2, с. 227—228

## Затишье
В середине февраля происходили незначительные боевые столкновения, а 21—22-го отряд марковцев и корниловцев выступил на север и после двух дней упорных боев овладел Константиновкой, после чего столкнулся со встречным наступлением группы Онищенко, переданной из состава Украинского фронта Кожевникову, и занимавшей Славянск.
Стало известно, что красные готовят прорыв фронта на стыке донцов и добровольцев, чтобы зайти во фланг Донской армии, поэтому Май-Маевский стянул к Дебальцеву Марковский и Корниловский полки. Расстояние в 40 км между Дебальцево и Колпаково прикрывалось одним Алексеевским конным полком, который полностью прибыл на позиции только 25-го.

## Наступление группы Кожевникова

### Встречные бои
24 февраля красные начали атаки станции Баронская на линии Дебальцево — Луганск. В этот день генерал Май-Маевский провёл смотр Марковского полка, поздравил его с годовщиной создания, а полковой адъютант прочитал краткую реляцию о боях полка и привёл приблизительную цифру потерь убитыми и ранеными за это время — ок. 11 тыс. чел..
Корниловцы 3 марта перешли в наступление и заняли Константиновку, которую удерживали до 11-го. Выбив их оттуда, части Онищенко продолжили движение на юг и 13 марта заняли Никитовку, но уже 15-го были контратакованы противником и отброшены к северу.
Дроздовцы базировались и вели бои в районе Никитовка — Харцизск — Юзовка. 11 марта в Юзовке была отмечена первая годовщина похода Яссы — Дон, а Май-Маевский принял небольшой парад. Белозерский полк был выдвинут в сторону Константиновки, и занимал небольшими силами значительный участок фронта, а 24 марта, когда в его строю осталось всего 76 человек, был отведен в тыл для пополнения.

### Директивы
Директива главкома И. И. Вацетиса от 12 марта предписывала Украинскому фронту объединить усилия с Южным для ликвидации группировки белых в Донбассе. По словам В. А. Антонова-Овсеенко, у него не было для этого ресурсов, так как было необходимо отразить наступление Петлюры на Киев и занять города Черноморского побережья, опередив войска Антанты. Он распорядился «усилить группу Махно для ликвидации Бердянска — Мариуполя» частями 2-й бригады, действовавшей на Крымском направлении, и 16-м полком из бригады Григорьева.
В свою очередь, Деникин 15 марта отдал директиву о нанесении правым флангом Кавказской Добровольческой и левым флангом Донской армий удара по главным силам противника в направлении Дебальцево — Луганск, превращавшегося в центральный пункт борьбы на южном театре гражданской войны.

### Прорыв 13-й армии
После трёх недель почти непрерывных боёв в районе Дебальцево — Баронская части 13-й армии 15 марта совершили глубокий обход с северо-запада и заставили поредевшие марковские батальоны отступить из Дебальцева.
Части дивизии Станкевича заняли линию станция Хацапетовка (Корниловский ударный полк) —  Никишины хутора (Марковский полк) — район села Красный Кут (Алексеевский конный полк).
Следующие два дня активных действий не было, а 19 марта белые в результате тяжёлого боя вернули Дебальцевский узел. 20—22 марта красные безуспешно и с большими потерями атаковали Дебальцево, но сумели только расширить прорыв к востоку от него. С 20 марта они начали накапливать силы в этом районе и, перейдя 22 марта в решительное наступление, захватили Юзовку и к 27 марта отбросили противника на юг и запад Донецкого бассейна. 26 марта в бою погиб полковник Булаткин.
Общее положение на фронте было для белых неблагоприятным. 14 марта 1-я Заднепровская дивизия Дыбенко овладела Мелитополем, разрезав приазовский фронт белых надвое. Войска Антанты оставили Херсон (8 марта) и Николаев (16 марта), 15 марта Махно захватил Бердянск и 19 марта подступил к Мариуполю, который пал 29 марта. Севернее отряды Махно 17 марта овладели Волновахой и готовились наступать на Таганрог. Восточнее Донбасса по обоим берегам Северского Донца с середины марта разворачивалось кровопролитное Луганское сражение.
Генерал Станкевич в марте умер от брюшного тифа, эпидемия которого поразила обе противоборствующие армии. Командиром 1-й дивизии назначен был генерал А. П. Колосовским, командиром конного полка. Состав дивизии: Корниловский Ударный полк, 1-й Офицерский Марковский пехотный полк, Алексеевский конный полк, Марковская артиллерийская бригада и Марковская инженерная рота со взводом железнодорожным и телеграфным.

## План красного командования
Главком Красной Армии Вацетис требовал от Южного фронта более решительных действий на Донецком и Луганском направлениях. 27 марта он издал приказ: в кратчайший срок овладеть Донбассом. Наступление силами советских 13-й и 8-й армий, по плану, должно было начаться 29 марта. К правому флангу 13-й армии для атаки на Донбасс с юго-запада были направлены части Махно. Из Екатеринослава направлялась 9-я дивизия, снятая с Украинского фронта.
26 марта было решено охватить отряд Май-Маевского с двух сторон: через Рутченково, к югу от Юзовки, и Колпаково, а против корпуса Покровского, сосредоточенного к юго-востоку от Луганска, выставить заслон в 12 тыс. штыков и 800 сабель. Начало наступления было намечено на 30 марта, так как подкрепления ещё не подошли, но успехи в Донбассе побудили командование приступить к операции 29 марта, не дожидаясь сосредоточения сил.
Этот план не учитывал реального положения 13-й армии, понёсшей большие потери за месяц тяжёлых боев и фактически отрезанной из-за ледохода, начавшегося на Северском Донце. Её части с трудом удерживали 200-километровый фронт Юзовка — Деконская — Попасная — Первозвановка — Северский Донец. Перегруппировка 8-й армии затянулась, но к 28 марта большая её часть переправилась на правый берег Донца.
13-я и 8-я армии насчитывали 26 000  штыков  и  3 300 сабель, к которым вскоре должна была присоединиться 12-я стрелковая  дивизия (10 000 штыков, 200 сабель), Махно, атаковавший Донбасс с юго-запада, давал ещё 10 тыс; таким образом красные могли рассчитывать на 40—50 тыс. чел. против 7 тыс. у Май-Маевского и 19 тыс. у Покровского.
А. И. Егоров с иронией пишет об этом плане:

Главные силы против слабейшего и незначительный заслон против сильнейшего из противников — группировка, способная принести успех, если бы сильнейшая группа противника покорно и безучастно ждала своей очереди подвергнуться нападению.— Егоров А. И. Разгром Деникина, с. 128.

## Рейд Шкуро
Белые, по-видимому, разгадали план противника. Генерал Шкуро получил приказ Врангеля взять в своё подчинение дивизию Топоркова и прорвать фронт красных в направлении на Дебальцево. Дивизия Покровского, 1-я Донская и Донская пластунская бригады должны были прикрыть оставляемый им участок фронта. Для обеспечения прорыва Покровский 27 и 28 марта сбил передовые части выставленного против него заслона со станций Первозвановка и Картушино, а 29-го нанес поражение 41-й дивизии и отбросил её к Луганску. 8-я армия начала разворачиваться на помощь заслону, но вводила войска в бой по частям, Покровский легко их бил и 2 апреля отбросил к Луганску и 8-ю армию, которая сумела удержать город только благодаря подходу частей 12-й дивизии.
Шкуро прорвал фронт красных у Крындачевки и 30 марта взял Дебальцево; узнав, что большевики вклинились глубоко в тыл Май-Маевского и дошли до Иловайской, изменил первоначальный план, взял южнее Горловки, атаковал на марше дивизию противника, «и раскатал её вдребезги, не дав ей даже развернуться». По словам Шкуро, он взял в плен 5 тыс. чел., сотню пулемётов и 8 орудий. Расстреляв комиссаров и коммунистов, он распустил красноармейцев, а часть принял на службу, сформировав при каждой дивизии по стрелковому батальону.
За две недели рейда (30 марта — 15 апреля) Шкуро взял Никитовку, затем атаковал Горловку, взорвав железнодорожный мост и взяв два бронепоезда. Город был атакован цепью в конном строю при поддержке артиллерии и тачанок. Продвигаясь по тылам красных, он с боем взял Ясиноватую и разгромил между Волновахой и Мариуполем отряды Махно, угрожавшего отрезать Донбасс с юга. Это позволило отряду Виноградова восстановить утраченные позиции.
Марковцы перешли в наступление и заняли Ольховатку, а дроздовцы —Скотоватую и Железную, непрерывные бои за которые продолжались с конца марта по середину апреля. К 5 апреля красные снова взяли Дебальцево и Юзовку, и Шкуро с юга большими переходами отправился на помощь Май-Маевскому. Он четыре раза атаковал Дебальцево, но на путях этого узла маневрировали пять бронепоездов, отражавших его атаки мощным огнём. На помощь Шкуро был направлен Корниловский ударный полк с тяжёлой артиллерией, зашедший красным в тыл и отогнавший бронепоезда. Соединёнными силами Дебальцево было взято.

## Апрельское наступление Южного фронта
Действия кавалерийских и стрелковых частей под командованием генералов Покровского и Шкуро сорвали наступление частей Южного фронта в Донбассе, но уже 1 апреля Гиттис разработал новый план. Пользуясь тем, что вода в Донце начала спадать, он решил подключить к операциям в Донбассе 9-ю армию, из состава которой с 9 апреля на правый берег переправлялись 16-я и 23-я стрелковые дивизии, занявшие береговые плацдармы у Каменской и Бело-Калитвенской. Вместе с левым флангом 8-й армии и 12-й дивизией они должны были наступать в направлении правого фланга и тыла добровольцев.
У апрельского наступления были шансы на успех, так как силы Кавказской Добровольческой армии и ударной группы донцов не превышали 15—16 тыс. чел., но в тылу у красных началось Вешенское восстание, для подавления которого пришлось стянуть до 14 тыс. чел. из состава 8-й и 9-й армий.
23-я дивизия, выступившая из Каменской и занявшая станцию Репная, была атакована донской конной бригадой Н. П. Калинина, разбита и с большими потерями отброшена за Донец; 16-я дивизия сумела закрепиться на Калитвенском плацдарме и удерживала его 4—5 недель, но части Калинина и Э. Ф. Семилетова не дали ей перейти в наступление. К 19 апреля 9-я армия прекратила операции.
8-я армия 13 апреля начала наступление в районе Колпаково — Штировка на линии железной дороги  Дебальцево — Первозвановка, но лишь к 26 апреля достигла линии в 10 км южнее Первозвановки и в 35 км юго-восточнее Луганска. Там она была атакована Сводным корпусом Шкуро, который нанес по противнику несколько последовательных ударов, отбросил красных на запад, и 5 мая опять взял Луганск.
Несмотря на это 13-я армия снова предприняла попытку наступления.
В Донбассе на участке марковского полка с 8 по 17 апреля было относительное затишье, 18-го красные возобновили атаки, но 20-го, на Пасху, по всему фронту было стихийное перемирие.

Сообщили, что красноармейцы вынесли постановление, вопреки воле начальства, в этот день ни наступать, не стрелять. Приходившие из района красных, жители с грустью говорили, что там запрещены богослужения.— Павлов В. Е. Марковцы в боях и походах за Россию в освободительной войне 1917—1920 годов. Книга вторая. 1919—1920 годы, с. 24.
На участке дроздовцев красные с 13 апреля проводили постоянные атаки крупными силами при мощной артиллерийской поддержке. По всему фронту 1-й и 3-й пехотных дивизий добровольцев с середины апреля до середины мая продолжались тяжелые маневренные бои с переменным успехом, которые их участники называли «танцем на месте». 27 апреля Терская дивизия из состава корпуса Шкуро, корниловцы и 2-й Кубанский пластунский батальон взяли Енакиево и несколько дней отражали постоянные атаки противника.
Из журнала боевых действий Корниловского полка:
12 апреля. 1-й батальон Корниловского Ударного полка с 1-м взводом 2-й батареи и с конницей повел наступление вдоль полотна железной дороги на ст. Енакиево и к 20 часам занимает южную окраину города. 3-й батальон Корниловского Ударного полка на рассвете выступает на север и с боем продвигается до ст. Енакиево.
13 апреля. С рассветом движение на Енакиево продолжается и после боя с броневиками противника в районе пассажирского вокзала последние отошли на север, а пехота противника была отброшена на линию рудники Веровские-ст. Волынцево.
Добровольческий корпус был крайне ослаблен тремя месяцами тяжелых неравных боев. 12 апреля начштаба Кавказской Добровольческой армии генерал Я. Д. Юзефович писал Деникину:

С правого берега (Дона) надо убрать ядро Добровольческой армии — корниловцев, марковцев, дроздовцев и другие части, составляющие душу нашего бытия, надо их пополнить, сохранить этих великих страстотерпцев — босых, раздетых, вшивых, нищих, великих духом, на своих плечах потом и кровью закладывающих будущее нашей родины... Сохранить для будущего. Всему бывает предел... И эти бессмертные могут стать смертными.— Деникин А. И. Очерки русской смуты. Вооруженные силы юга России. Заключительный период борьбы. Январь 1919 — март 1920, с. 63

## Майское наступление Южного фронта
После четырех месяцев боев на обширном театре Донбасса и прилегающих территорий противники были истощены, тем не менее, красное командование из последних сил предприняло еще одну попытку наступления в Донбассе, пользуясь тем, что 10-я армия оттянула на себя значительные силы Деникина. 8 мая Троцкий заявил полевому штабу РВСР, что утрата Луганска явится жестоким ударом для Советской власти. Наступление предпринималось в неблагоприятных условиях, так как к 8 мая войска Деникина отбросили 10-ю армию за Маныч, на Дону ширилось Вешенское восстание, на Украине в начале месяца поднял мятеж Григорьев, а центр не мог направить Южному фронту значительных подкреплений, так как все силы были брошены на борьбу с Колчаком.
9-я армия должна была ликвидировать прорыв белых, которые 10 мая переправились через Донец севернее Гундоровской. Уже к 11 мая казаки продвинулись на  запад до железнодорожной линии  Луганск — Миллерово, и на восток до линии Каменская — Миллерово. К 14-му красные ликвидировали прорыв, отбросив казаков на правый берег.
Выбитая из Луганска 8-я армия закрепилась на линии Городище — станция Родаково — Веселогорск, где белые её не тревожили. Получив в качестве подкрепления 7-ю дивизию, она 14 мая перешла в наступление, на следующий день взяла Луганск, после чего еще немного продвинулась вперед. Махно атаковал левый фланг Май-Маевского, 16-го захватил станцию Кутейниково, выйдя в тыл добровольцам.
13-я армия также перешла в наступление на Иловайскую и Кутейниково, и вскоре положение Май-Маевского стало критическим. Части медленно отступали, и красные создали угрозу Иловайской. 8 мая начальник штаба корпуса докладывал штабу армии:

Положение на фронте такое, что командир корпуса накануне решения об общем отходе. Считается, что сохранение остатков корпуса возможно лишь в том случае, если корпус своевременно будет выведен из боя. Время наступило. Нельзя требовать от людей невозможного.— Деникин А. И. Очерки русской смуты. Вооруженные силы юга России. Заключительный период борьбы. Январь 1919 — март 1920, с. 17.
Прибывший 10 мая в Иловайскую генерал Врангель распорядился в случае полной невозможности удержать фронт, отходить, «прикрывая Иловайскую, в таганрогском направлении». По телефону он запросил мнение Шкуро, и тот, несмотря на крайнее утомление своих частей, изъявил готовность предпринять еще один рейд, чтобы помочь Май-Маевскому. Когда он прибыл на Иловайскую, снаряды красных уже рвались на станции, а начальник штаба корпуса генерал В. П. Агапеев собирался спасаться бегством. Шкуро приказал 1-й Терской дивизии Топоркова поддержать атаку корниловцев, а 1-й Кавказской прорвать фронт южнее станции и ударить на Волноваху, отрезав Махно от 13-й армии.

## Перелом
Из-за отсутствия резервов успехи наступления красных оказались эфемерными.
19 мая части Шкуро обрушились на 2-ю Украинскую армию (группа Махно) и правый фланг 13-й армии (9-ю дивизию). В первый же день конница прорвала их фронт и углубилась на 45 км в направлении станции Еленовка. К 23 мая фронт был прорван на ширине в 30 км, а махновцы отброшены на 100 км к западу. Оставив против них небольшой заслон у станции Гришино, Шкуро перегруппировался и выступил против 13-й армии.
13-я армия до 25 мая предпринимала все более слабые атаки позиций белых, которые, в свою очередь, на отдельных участках с 22 мая перешли в наступление, и 23-го взяли Дмитриевск.
22 мая на станцию Харцызск прибыл эшелон с танками, и на следующий день корниловцы и дроздовцы вместе с ними перешли в наступление на линии Харцызск — Криничная. 24-го части Май-Маевского атаковали сразу на нескольких участках, а конница Шкуро, зайдя противнику в тыл, овладела Юзовкой и Авдеевкой. На Ясиноватой, которую красные не успели эвакуировать, дроздовцы захватили три бронепоезда. 28 мая корниловцы взяли Дебальцево.
15 мая с рассветом Корниловский Ударный полк повел наступление двумя колоннами на ст. Дебальцево. Правая колонна — 2-й батальон и 4-я батарея — двигалась к востоку от полотна железной дороги, имея значительный бой у с. Волынцево, по занятии которого батальон и батарея расположились на отдых и вечером, по приказанию командира полка, перешли в Дебальцево. Левая колонна — 1-й и 3-й батальоны Корниловского Ударного полка со 2-й Марковской батареей — двинулись вдоль полотна железной дороги, встречая сопротивление только со стороны бронепоездов, У ст. Хацепетовка колонна вступила в бой против значительных сил красной пехоты. На решение боя повлияло удачное попадание снарядом 1-го орудия 2-й батареи в неприятельский бронепоезд, который отважно выдвигался вперед за свои цепи, несколько раз отбивая атаки Корниловцев. К вечеру колонна вошла без боя в с. Дебальцево.
Конница белых прорвала фронт на стыке 13-й и 8-й армий, 27 мая заняла Луганск и угрожала охватом правого фланга 13-й. 27—31 мая та отступала с упорными боями, но 1 июня оставила Бахмут, и дальше, почти не оказывая сопротивления, в беспорядке откатывалась на север, остановившись только через месяц в районе Нового Оскола, в 250 км от Донбасса.
24 мая донская конница генерала А. С. Секретева переправилась через Донец у хутора Дубовой и ударила в стык между 16-й и 23-й дивизиями 9-й армии, затем вышла им в тыл, и 29-го уже подошла к станции Миллерово, вклинившись в тыл красных на 75 км. 9-я армия была рассечена надвое и перестала существовать как боевая единица.
22 мая генерал Май-Маевский был назначен командующим Добровольческой армией, образованной из частей Кавказской Добровольческой армии, сражавшихся в Донецком бассейне. До завершения операции в Донбассе Май-Маевский оставался во главе корпуса, а армией временно командовал начальник штаба генерал Я. Д. Юзефович.
28 мая 1-я и 3-я дивизия были включены в состав 1-го армейского корпуса генерала А. П. Кутепова, что было с радостью воспринято войсками, так как означало скорый переход в наступление. Врангель, не желавший наступать на западе, получил под своё командование Кавказскую армию.

## Итоги
Поражение красного Южного фронта и разгром 8-й, 9-й, 13-й, 2-й Украинской армий позволил ВСЮР выйти на оперативный простор и развернуть наступление на север и запад. В июне белые предприняли успешное наступление в Северной Таврии и в направлениях Екатеринослава и Харькова.
Представление о масштабах потерь за время боев в Донбассе может дать справка из рапорта командира Корниловского ударного полка, приложенного к донесению штабу армии от 8 мая:

С 1 января 1919 г. по 1 мая полк выдержал 57 боев, сопряженных с постоянными и часто крупными потерями. К 1 января в полку было 1500 человек, это с пополнением из пленных в операции от Ставрополя до с. Овощи. За то же время из полка выбыло убитыми и ранеными 3303 человека. Полагая средний численный состав полка в 1200 человек, видно, что за четыре месяца полк переменил три состава. Убыль командного состава за те же четыре месяца выразилась в следующих цифрах: убыль командиров батальонов — 12 человек, командиров рот — 63. Кроме 75 человек командного состава, за это время выбыло из строя 683 офицера, служивших в своем полку в качестве рядовых бойцов.— Левитов М. Н. Материалы для истории Корниловского ударного полка, с. 232

## Комментарии
1. ↑  С 25 февраля — 2-й армейский корпус
2. ↑  Какурин и Вацетис, на основании «данных разведки» считают, что к 1 марта силы добровольцев в Донбассе составляли 17—18 тыс. чел. (с. 269). Егоров применительно к концу марта пишет о 6 тыс. пехоты и 1,4 тыс. кавалерии отряда Май-Маевского (с. 127)
3. ↑  Так с 5 марта называлась группа войск донецкого направления
4. ↑  Так у Егорова. Какурин и Вацетис дают еще меньшую цифру: 7 500 штыков и 600 сабель (1-я Московская рабочая дивизия, а также 41-я стрелковая дивизия и бригада 42-й стрелковой дивизии из состава 13-й армии (с. 273))
5. ↑  Донцы взяли 20 орудий, 52 пулемёта и тысячу пленных
6. ↑  дивизия Покровского в конце апреля была переброшена на Манычский фронт
7. ↑  К этому времени состоял из 500 штыков, 50 шашек при 25 пулеметах (Павлов, с. 23)